# Xã Clinton, Quận Clinton, Missouri
Xã Clinton (tiếng Anh: Clinton Township) là một xã thuộc quận Clinton, tiểu bang Missouri, Hoa Kỳ. Năm 2010, dân số của xã này là 829 người.